# Colobostema torulosa
Colobostema torulosa är en tvåvingeart som beskrevs av Yang 1995. Colobostema torulosa ingår i släktet Colobostema och familjen dyngmyggor.
Artens utbredningsområde är Zhejiang (Kina). Inga underarter finns listade i Catalogue of Life.